# Giovanni Errichiello
Giovanni Errichiello, född 12 juni 1960 i Neapel, är en italiensk före detta volleybollspelare. Errichiello blev olympisk bronsmedaljör i volleyboll vid sommarspelen 1984 i Los Angeles.